# 折疊椅

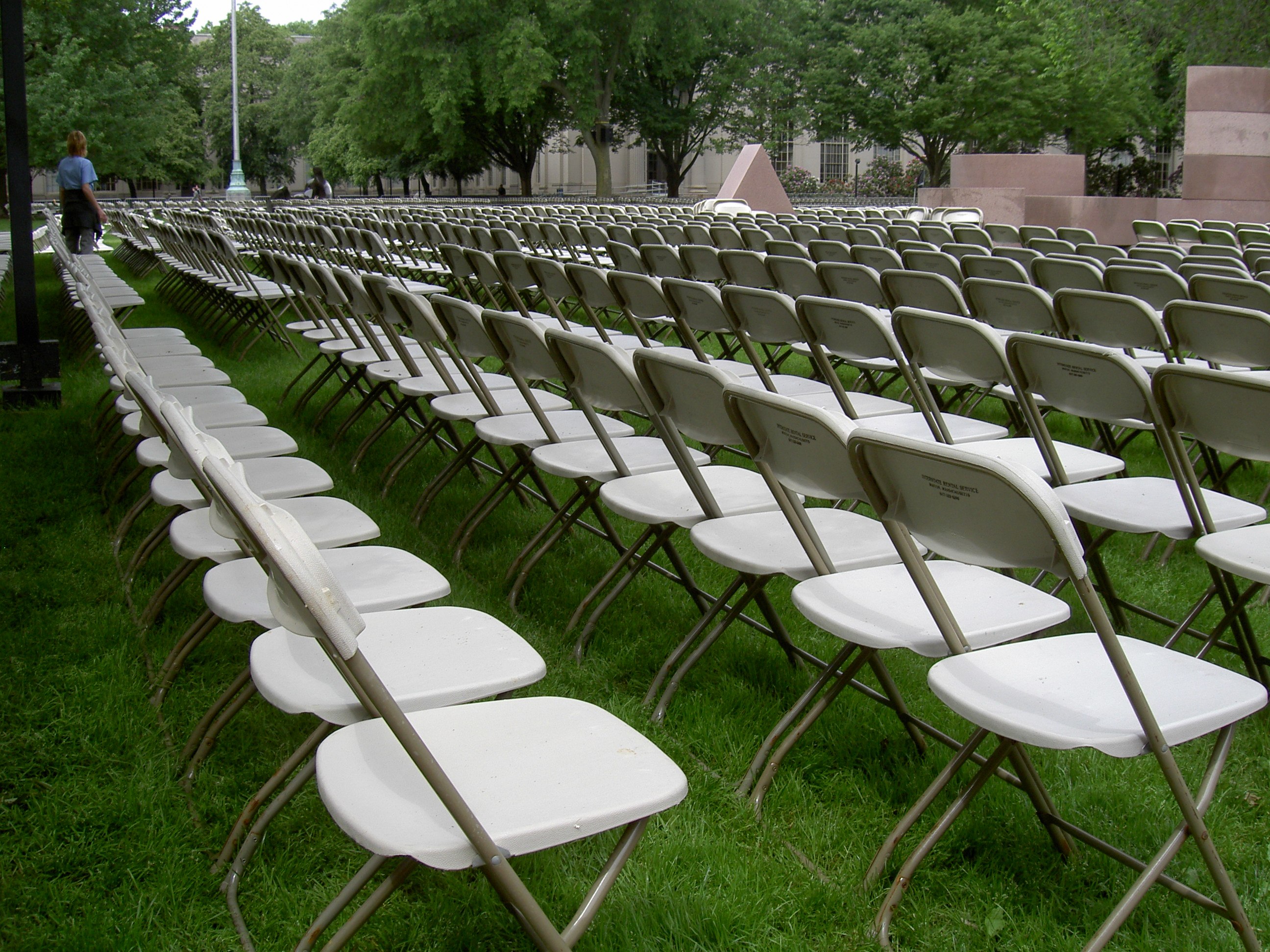
有背靠的疊椅

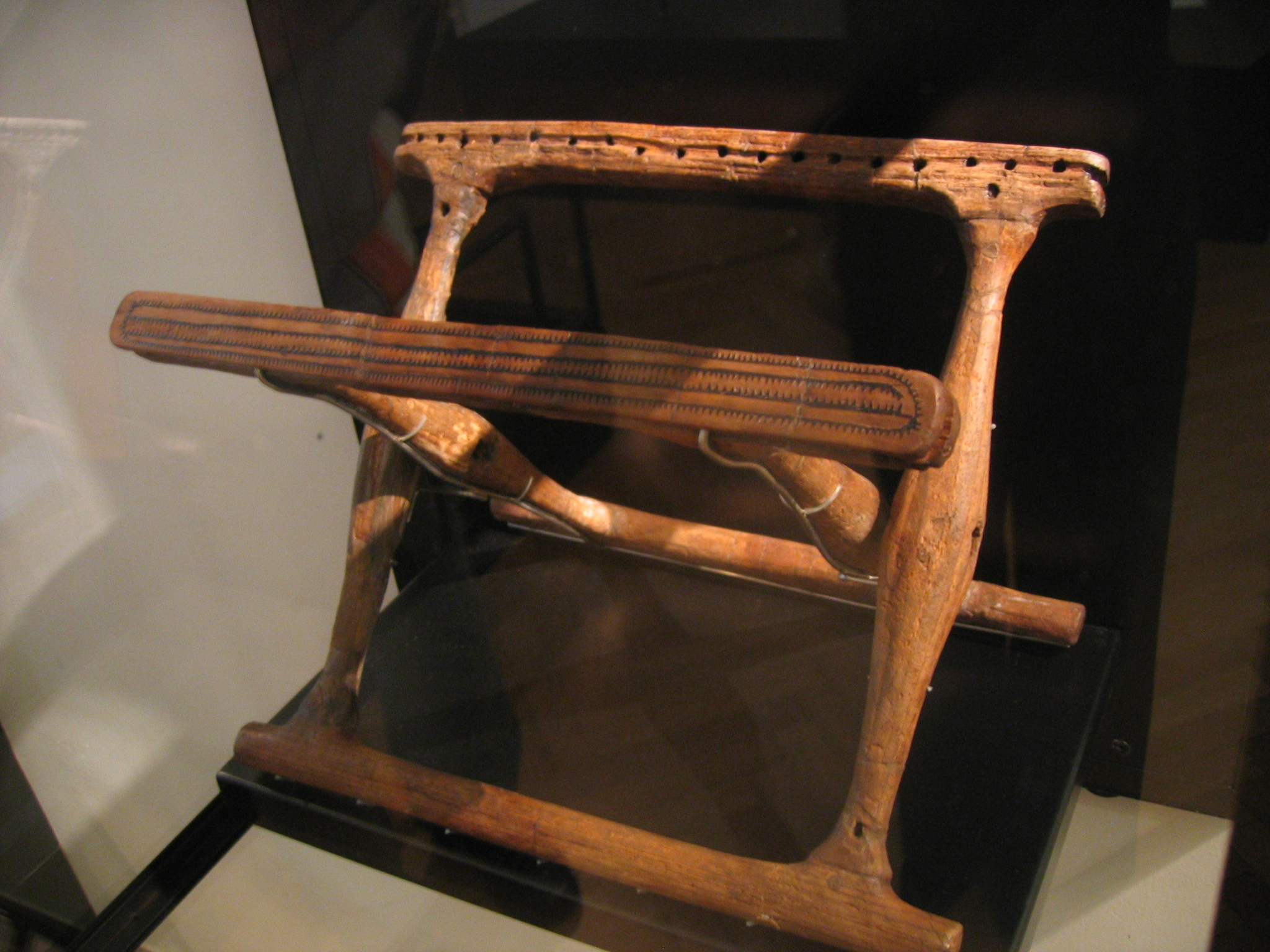
銅器時代的丹麥疊椅

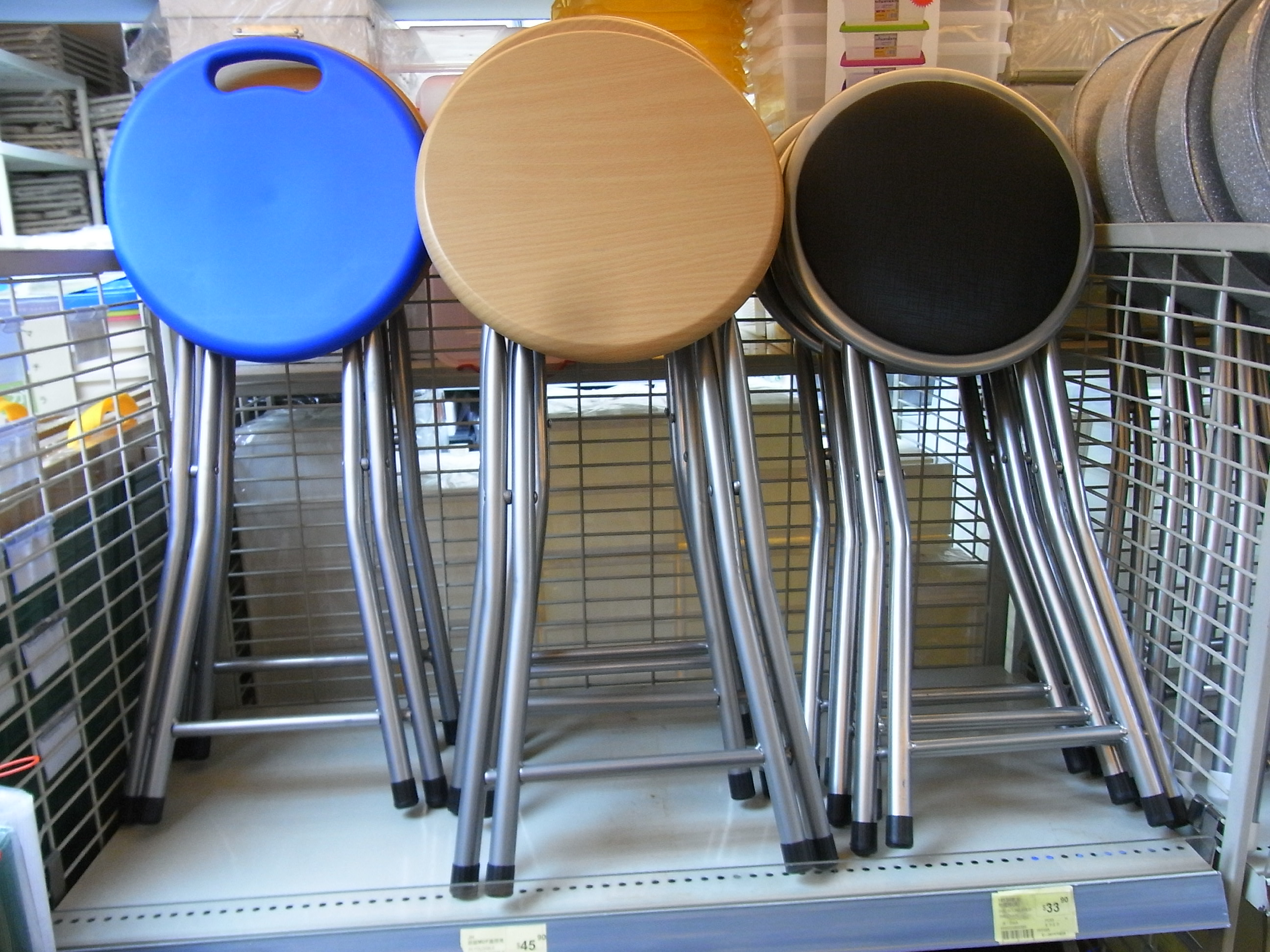
折凳

折疊椅（folding chair）又稱折椅、叠椅，是一種輕巧、可以折起的椅子，這使它方便存放。它們經常在派對、集會等場合中使用。它們一般的重量為5至8英磅（2.3至3.6）。
由於沒有靠背的座椅稱“凳”，無椅背的折疊椅稱折凳（folding stool）。

## 歷史
中國明代就已經出現折疊椅。